# يامين بيناروك بنزاكوين
كان يامين بيناروك بنزاكوين ( تطوان ، ١٨٨٢ - مليلية، منتصف القرن العشرين) تاجرًا يهوديًا إسبانيًا، ومُحسنًا، وقائدًا مجتمعيًا، ويُعتبر من أهم الشخصيات في الجالية اليهودية في مليلية في القرن العشرين. وقد كان لعمله الإنساني، وقيادته للمجتمع الإسرائيلي، وترويجه للتراث الثقافي والديني اليهودي أثرًا بالغًا في التطور الاجتماعي والمعماري للمدينة. 

## سيرة
وُلِد يامين بناروش في تطوان ، شمال المغرب، عام ١٨٨٢ لعائلة سفاردية. في شبابه، انتقل إلى مليلية، الجيب الإسباني في شمال أفريقيا، حيث حقق مسيرة تجارية ناجحة كمورّد للبحرية الإسبانية .
لم يمنعه ثراؤه من الانخراط الاجتماعي. أصبح فاعل خير كبير للمدينة، وخاصةً للفقراء. لسنوات، أقام ولائم عامة للفقراء، بغض النظر عن ديانتهم، ووفر مساكن بأسعار معقولة للعائلات اليهودية المحتاجة، ودفع تكاليف معيشتهم لعقود. 

## القيادة المجتمعية
بين عامي ١٩٢٤ و١٩٣٠ تقريبًا، كان رئيسًا للجماعة الإسرائيلية في مليلية . خلال هذه الفترة:
- كان سبباً في إنشاء المدرسة الهسبانية الإسرائيلية، التي ضمنت التعليم للأطفال اليهود من العائلات المتواضعة.
- شجع بناء كنيس أور زاروع، وهو أحد أجمل معابد اليهودية السفارادية في أوروبا، والذي لا يزال قائماً في مليلية. [5]

## شكرًا لك.
ولأعماله الإنسانية المتميزة ودفاعه عن قيم السلام والتعايش، نال عدة أوسمة:
- في عام 1932، تم إدراجها في الكتاب الذهبي لمنظمة "كيرن كايميت لإسرائيل"، وهو اعتراف دولي بالمجتمع اليهودي.
- بعد الأحداث المأساوية التي وقعت في مليلية في يوليو 1921 ( الكارثة السنوية )، منحته الحكومة الإسبانية وسام الصليب الأعظم للصدقة من البلاتين مع الماس وميدالية السلام. [6]

## تكريم بعد الوفاة
في عام 1997، افتتحت مدينة مليلية المستقلة ساحة يامين بيناروش تخليدًا لذكراه، إلى جانب نصب تذكاري ضخم، كشهادة على إرثه الخيري والثقافي. 

## إرث
يُذكر يمين بناروش بنزاكوين باعتباره أحد أهم اليهود في التاريخ الحديث لمليلية، ليس فقط لكرمه، بل أيضًا للدور الأساسي الذي لعبه في إعادة بناء اليهودية السفاردية في الأراضي الإسبانية بعد طردها عام 1492. 